# Siganus vulpinus
Siganus vulpinus es una especie de peces marinos de la familia Siganidae, orden Perciformes, suborden Acanthuroidei. 
Su nombre más común en inglés es foxface, o cara de zorro, por su hocico alargado. Es una especie muy popular en acuariofilia.

## Morfología
El cuerpo de los Siganidos es medianamente alto, muy comprimido lateralmente. Visto de perfil recuerda una elipse. La boca es terminal, muy pequeña, con mandíbulas no protráctiles. 
La coloración del cuerpo y las aletas es amarillo-naranja, salvo las pectorales, que son blancuzcas, con el primer radio negro. La cabeza es blanca, con una franja diagonal, de color chocolate oscuro, que la recorre desde la primera espina dorsal, cubriendo el ojo, hasta la barbilla. El tórax es chocolate oscuro y tiene anexa una franja blanca en la parte anterior del tronco, junto a la cabeza. 
La coloración y características son iguales que las de su pariente S. unimaculatus, únicamente diferenciado por poseer un gran punto oscuro en el cuerpo, bajo los radios blandos dorsales. Existe discusión entre expertos sobre si se trata de dos especies, o el punto oscuro diferenciador es una variación optativa de S. vulpinus.

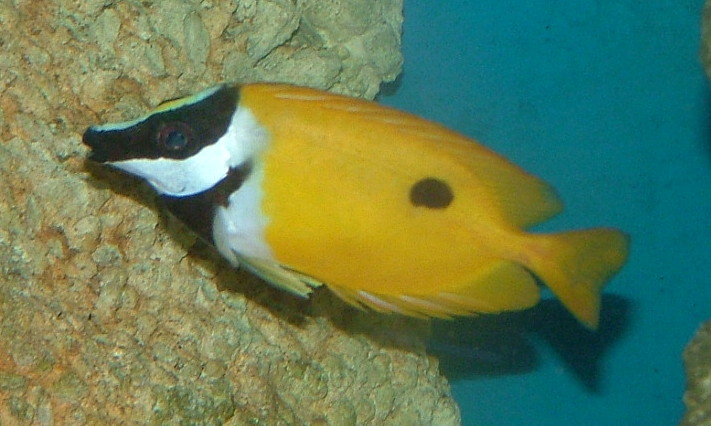
¿S. unimaculatus

Cuentan con 13 espinas y 10 radios blandos dorsales, precedidos por una espina corta saliente, a veces ligeramente sobresaliente, y otras totalmente oculta. La aleta anal cuenta con 7 fuertes espinas y 9 radios blandos. Las aletas pélvicas tienen 2 espinas, con 3 radios blandos entre ellas, característica única y distintiva de esta familia. Las espinas de las aletas tienen dos huecos laterales que contienen glándulas venenosas.
El tamaño máximo de longitud es de 25 cm, aunque el tamaño medio de adulto es de 20 cm.
Su longevidad oscila entre 3 y 5 años.

## Reproducción
Alcanzan la madurez con 10 cm de longitud, según diversos estudios, los machos alcanzan la madurez antes que las hembras. Son monógamos, y se cree que se emparejan de por vida. Son ovíparos y de fertilización externa. Los huevos son adhesivos. El desove se produce en primavera y el principio del verano, coincidiendo con la marea baja, y acorde con el ciclo lunar, 3 o 5 días antes de la luna nueva.
Poseen un estado larval planctónico, y desarrollan un estado postlarval, característico del suborden Acanthuroidei, llamado acronurus, en el que los individuos son transparentes, y se mantienen en estado pelágico durante un periodo extendido antes de establecerse en el hábitat definitivo, y adoptar entonces la forma y color de adultos.

## Alimentación
Son principalmente herbívoros. Progresan de alimentarse de fitoplancton y zooplancton, como larvas, a alimentarse de macroalgas, algas incrustantes y pastos marinos. Los juveniles y subadultos suelen comer en "escuelas" las algas que crecen en las partes muertas de las colonias coralinas, beneficiando así su supervivencia, ya que estas algas pueden llegar a asfixiar a los corales. 

## Hábitat y comportamiento
Habitan en aguas tropicales, entre 26 y 28 °C, poco profundas y costeras, en lagunas y arrecifes exteriores ricos en corales, cerca del fondo. Algunas parejas entre corales ramificados del género Acropora, otras en áreas rocosas, manglares, estuarios o lagunas salobres. Los juveniles suelen buscar refugio entre las ramas de corales ramificados.
Son diurnos, y por la noche duermen en grietas, desarrollando una coloración específica de camuflaje, en tonos pardos, y apagando sus vivos colores, en un ejercicio de cripsis, que también desarrollan cuando están estresados.
Su rango de profundidad es entre 1 y 30 metros.

## Distribución geográfica
Estos peces se encuentran en el océano Pacífico oeste. Desde Indonesia hasta islas del Pacífico central, como Tonga.
Está presente en Australia, Filipinas, Indonesia, Kiribati, Malasia, islas Marshall, Micronesia, Nauru, Nueva Caledonia, Palaos, Papúa Nueva Guinea, Tailandia, Taiwán, Tonga, Vanuatu y Vietnam. Siendo cuestionable su presencia en China, Japón, islas Ryukyu y Sri Lanka.

## Galería

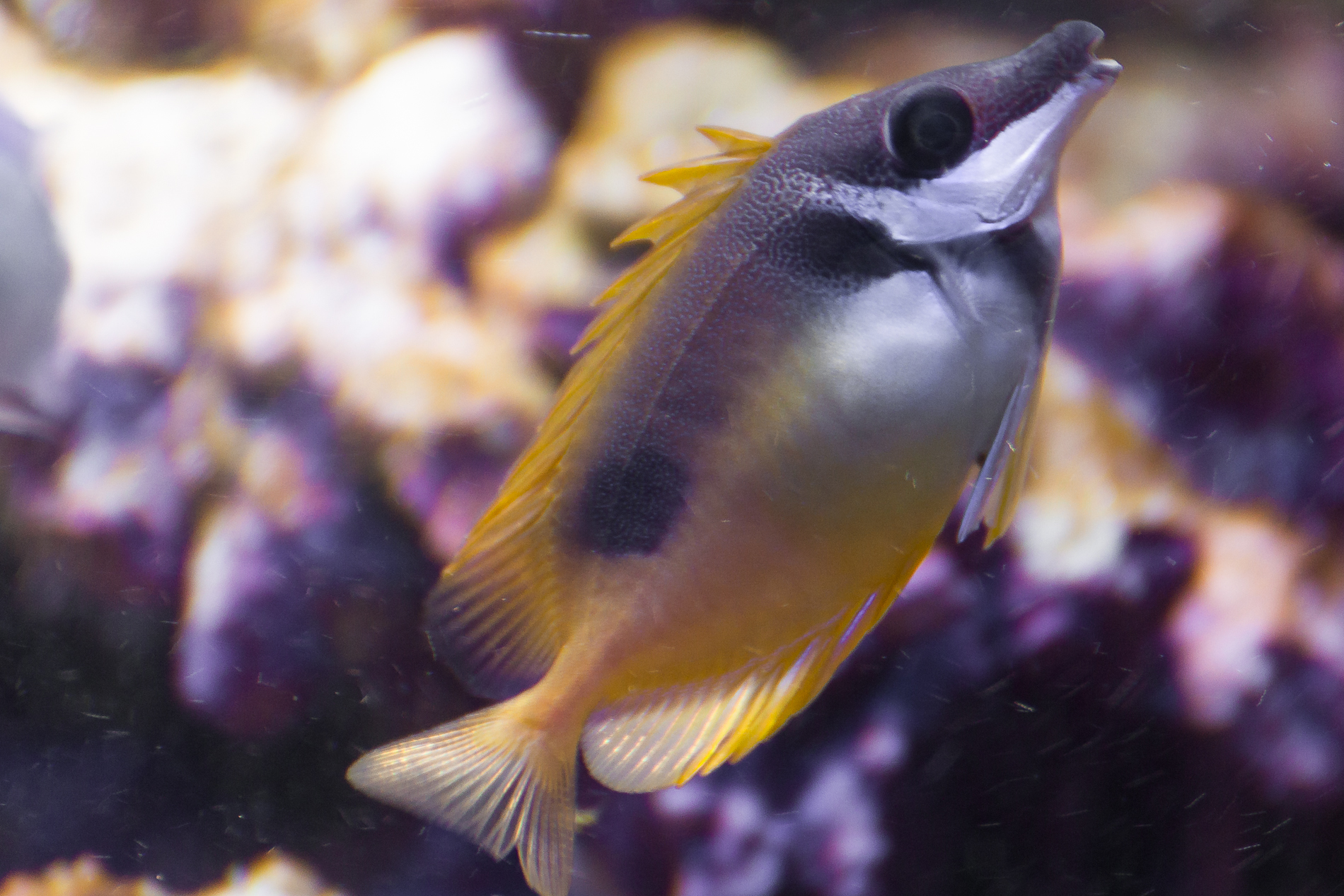
S. vulpinus juvenil
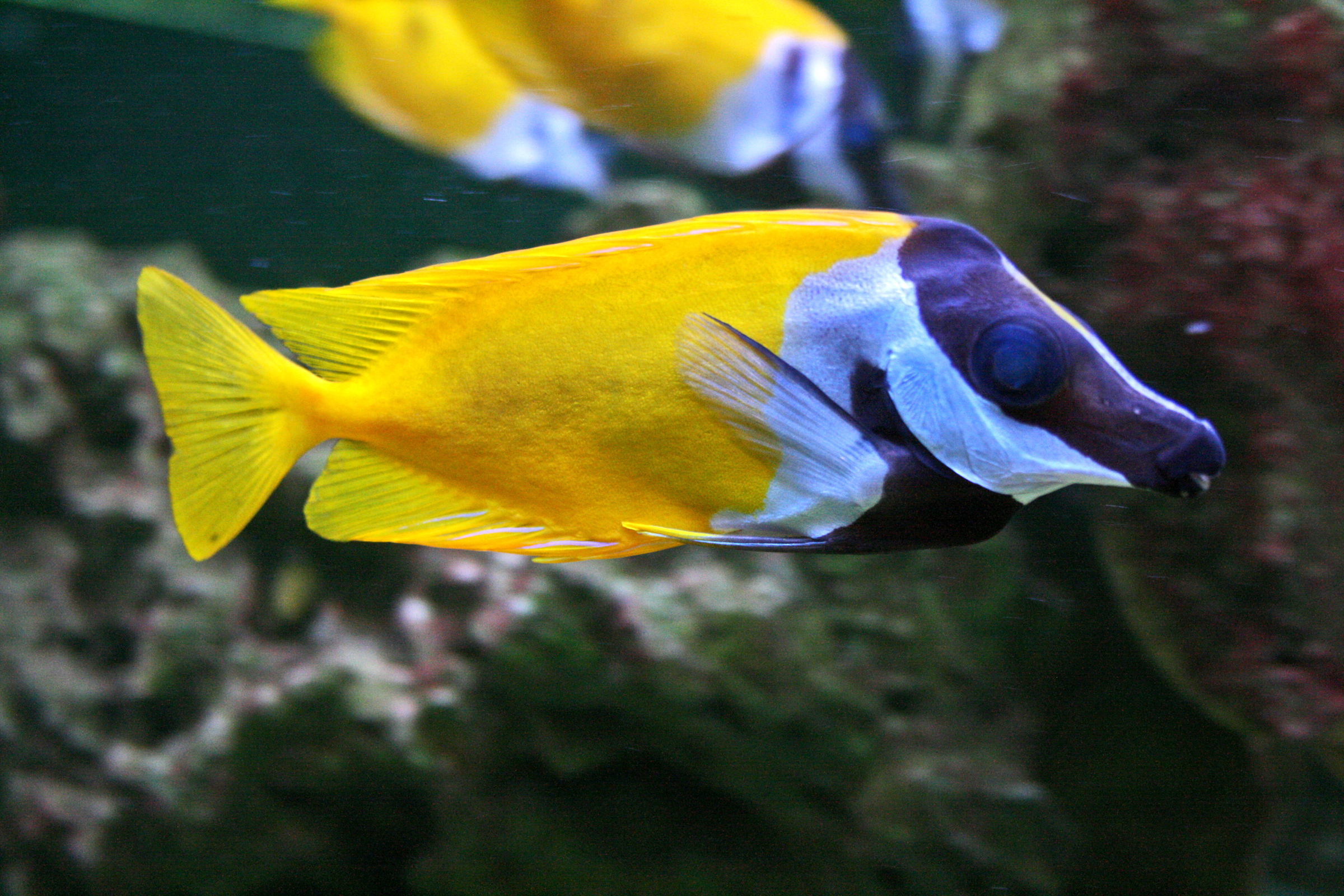
En el acuario marino de Praga, República Checa
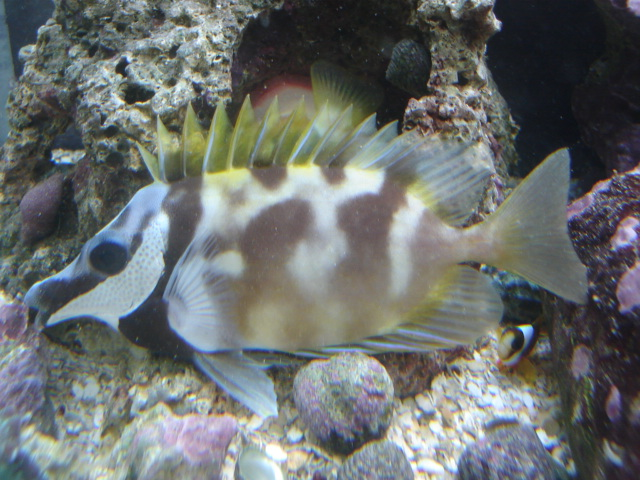
S. vulpinus estresado desarrolla una coloración críptica
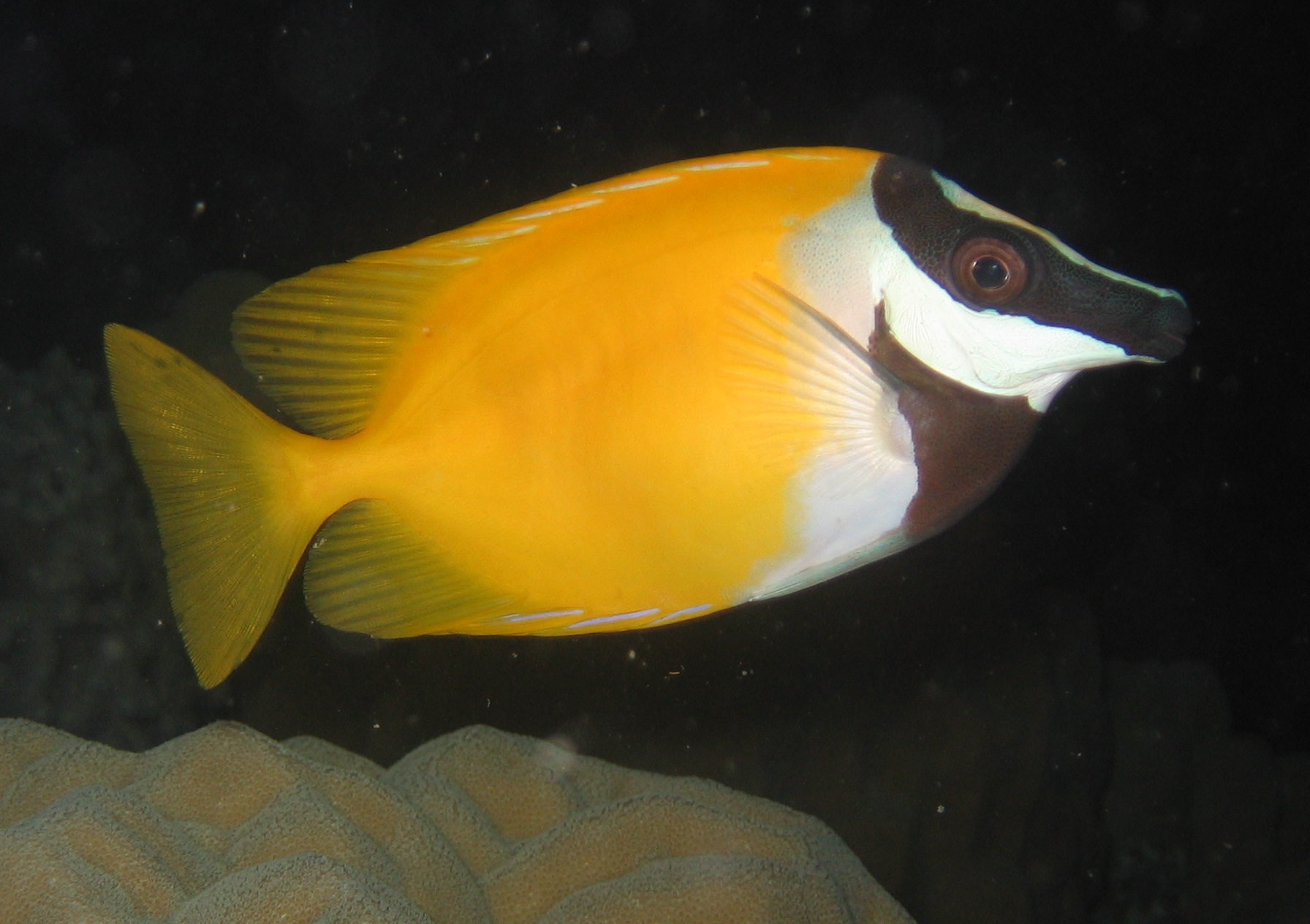
S. vulpinus en Chuuk, Micronesia
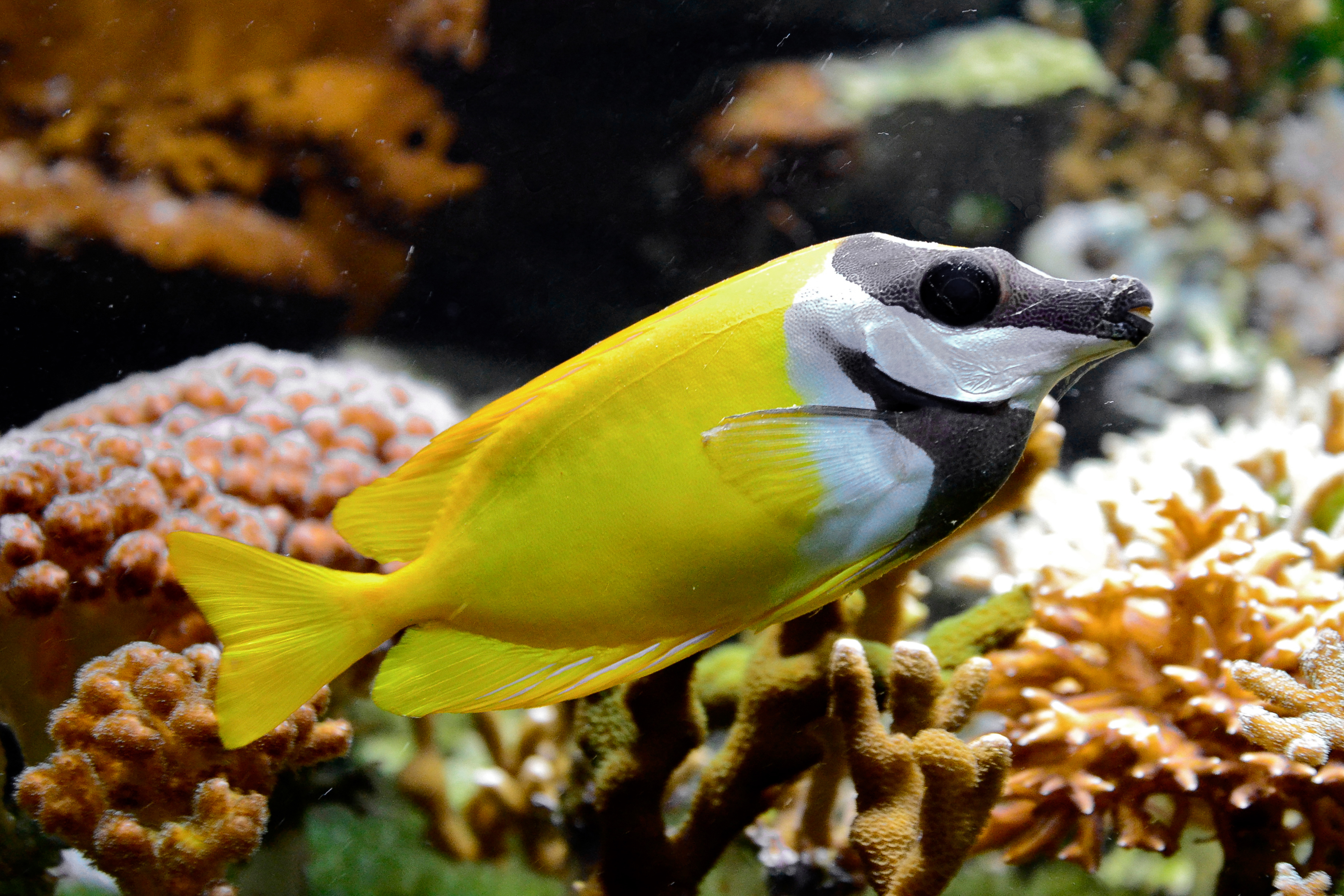
S. vulpinus